# Casa mia/Buffa
Casa mia/Buffa è un singolo della Nuova Equipe 84, pubblicato dalla Ricordi nel 1971. 
Casa mia, scritta da Luigi Albertelli per il testo e da Roberto Soffici per la musica venne presentato dal gruppo a Un disco per l'estate 1971; Buffa è uno strumentale composto da Maurizio Vandelli.

## Tracce
1. Casa mia – 3:52
2. Buffa – 4:18

## Formazione
- Maurizio Vandelli - voce, chitarra
- Victor Sogliani - voce, basso
- Dario Baldan Bembo - tastiere, cori
- Franz Di Cioccio - batteria